# Nádasd
Nádasd község Vas vármegyében, a Körmendi járásban.

## Fekvése
Nádasd Körmendtől 7 kilométerre délre fekszik, a Vasi-Hegyháton.
A környező települések: észak felől Körmend, északkelet felől Katafa, kelet felől Hegyhátsál, délkelet felől Hegyháthodász és Vaspör, dél felől Zalaháshágy, délnyugat felől Szőce, nyugat felől Daraboshegy, északnyugat felől pedig Halogy.

### Megközelítése
Központján a közelmúltig keresztülhaladt a 86-os főút, míg a 76-os főút a közigazgatási területének keleti szélén haladt el. A 86-os főútnak néhány évvel ezelőtt készült el a Nádasdot elkerülő szakasza, azóta a község belterületét csak négy és öt számjegyű utak érintik, a két említett főút pedig a település délkeleti szélén találkozik.
A települést érintő, alsóbbrendű utak egyike a Molnaszecsődtől Szarvaskenden át idáig húzódó 7445-ös út, amely a közigazgatási terület keleti részén ér véget, a 86-os főútba csatlakozva. Szintén a 86-osből indul ki, a községtől délre – sőt, több mint egy kilométeren a főút korábbi nyomvonalán halad – a 7446-os út Halogy és Csákánydoroszló felé, utóbbiból pedig a 7447-es út ágazik ki Őrimagyarósd-Felsőjánosfa felé.
Érinti a települést a Körmend–Zalalövő-vasútvonal is, ahol azonban 2009. december 13. óta nincs forgalom.

## Története
A falu határában már a római időkben élénk kereskedelmi forgalom volt. A község nyugati határában haladt át az egykori római borostyánút melynek maradványai ma is láthatóak a település területén. Nádasd déli határát érintette az a fontos kereskedelmi út is, amely a középkorban Székesfehérvárt az itáliai városokkal kötötte össze.
A település első okleveles említése Nadast néven 1233-ból való. A királyi országbíró oklevele a Nádasdy család birtokvitájával kapcsolatban rendelkezik. A települést birtokközpontnak használó nemesek a 13. században vették fel családnévnek a Nádasdy nevet. A nemzetség később a magyar történelemben is jelentős szerepet játszott, egykori udvarházuk sajnos a történelem viharában elpusztult. Az uradalom központja az a 11. századi lakótoronnyal megerősített rotunda lehetett, amelynek 2003-ban feltárt és szépen helyreállított alapfalai a templom mellett megtekinthetők. A rotunda a feltárás alapján a Nádasdy család ősi nemzetségi templomát és temetkezőhelyét is rejti. Ez az első erődítmény valószínűleg a tatárjárásnak esett áldozatul, de azt követően újjáépítették és feltehetően csak 1664-ben a szentgotthárdi csatára felvonuló török sereg pusztította el. 1888-ban teljesen lebontották.
A település 1246-ban Nadasd néven szerepel. Szent Márton tiszteletére szentelt plébániatemplomát 1376-ban említik, az oklevél a templomtól délre még négy nemesi kúriát is felsorol. 1532-ben a Bécs ellen vonuló török sereg égette fel a települést. Ebben a században Nádasd lakói is református hitre tértek. 1600-ban vélhetően egy előző török támadás következtében temploma romokban hevert, ekkor említik először Balázs nevű lutheránus papját is. 1664-ben Köprülü Ahmed nagyvezír vezetésével százezernél nagyobb létszámú török sereg vonult itt végig pusztítva ami útjába került. A Körmend elleni támadás során a csata a község területére is kiterjedt. Az elesett törököket a hagyomány szerint a Töröksír nevű domb alatt temették el. A katolikus egyház 1732-ben III. Károly király rendeletére kapta vissza a templomot.
Fényes Elek szerint "Nádasd, magyar falu, Vas vármegyében, ut. p. Körmendhez délre 1 mfd., 404 kath., 330 evang., 12 ref., 8 zsidó lak. Kath. paroch. templom. Ágostai fiók gyülekezet és oskola. Szép szőlőhegy és erdő. Földes ur h. Batthyáni."
Vas vármegye monográfiájában "Nádasd nagy magyar község, 207 házzal és 1403 r. kath., ág. ev. és ev. ref. lakossal. Postája helyben van, távírója Körmend. A körjegyzőség székhelye. A lakosok önsegélyző-szövetkezetet tartanak fenn. Régi plébánia; kath. temploma 1730-ban állíttatott helyre, mig új csinos temploma 1890-ben épült. Kegyura Batthyány – Strattmann Ödön herczeg. Valaha a Nádasdyak voltak a földesurai, azután a Batthyányak ."

## Nevének eredete
A falu eredetileg dombhátra települt; az ezt körülvevő mocsaras terület bővelkedett nádban, ez adta a település nevét. A Nádasd szó végén lévő "d" az ómagyar nyelvjárásban elterjedt kicsinyítő, becéző funkciójú.

## Közélete

### Polgármesterei
- 1990–1994: Dr. Kozmits Zsuzsanna (MDF)[6]
- 1994–1998: Dr. Müller Sándor (független)[7]
- 1998–2002: Dr. Müller Sándor Miklós (független)[8]
- 2002–2006: Dr. Müller Sándor Miklós (független)[9]
- 2006–2010: Karvalits József Zoltán (független)[10]
- 2010–2014: Karvalits József Zoltán (független)[11]
- 2014–2019: Karvalits József Zoltán (független)[12]
- 2019–2024: Karvalits Zoltán (független)[13]
- 2024–: Karvalits Zoltán (független)[1]

## Népessége
1910-ben 1795 lakosa volt.
| Lakosok száma | 1332 | 1330 | 1308 | 1322 | 1298 | 1289 | 1310 |
|               | 2013 | 2014 | 2015 | 2021 | 2022 | 2023 | 2024 |

A 2011-es népszámlálás során a lakosok 88,5%-a magyarnak, 0,9% németnek, 0,7% cigánynak, 0,3% románnak mondta magát (11,4% nem nyilatkozott; a kettős identitások miatt a végösszeg nagyobb lehet 100%-nál). A vallási megoszlás a következő volt: római katolikus 63%, református 2,1%, evangélikus 14,1%, felekezet nélküli 4,7% (15,6% nem nyilatkozott).
2022-ben a lakosság 94,9%-a vallotta magát magyarnak, 1,6% németnek, 0,7% cigánynak, 0,2% románnak, 0,2% szerbnek, 0,2% ukránnak. 0,1% horvátnak, 0,1% lengyelnek, 1,2% egyéb, nem hazai nemzetiségűnek (4,9% nem nyilatkozott; a kettős identitások miatt a végösszeg nagyobb lehet 100%-nál). Vallásuk szerint 52,3% volt római katolikus, 10,2% evangélikus, 2,6% református, 0,2% ortodox, 0,1% egyéb keresztény, 1,2% egyéb katolikus, 4,8% felekezeten kívüli (28,6% nem válaszolt).

## Neves személyek
- Itt született 1844-ben Sóvári Soós Elemér honvéd ezredes, genealógus, hadtörténész.
- Itt született 1923-ban Benkő Károly újságíró, több napilap szerkesztője.

## Nevezetességei

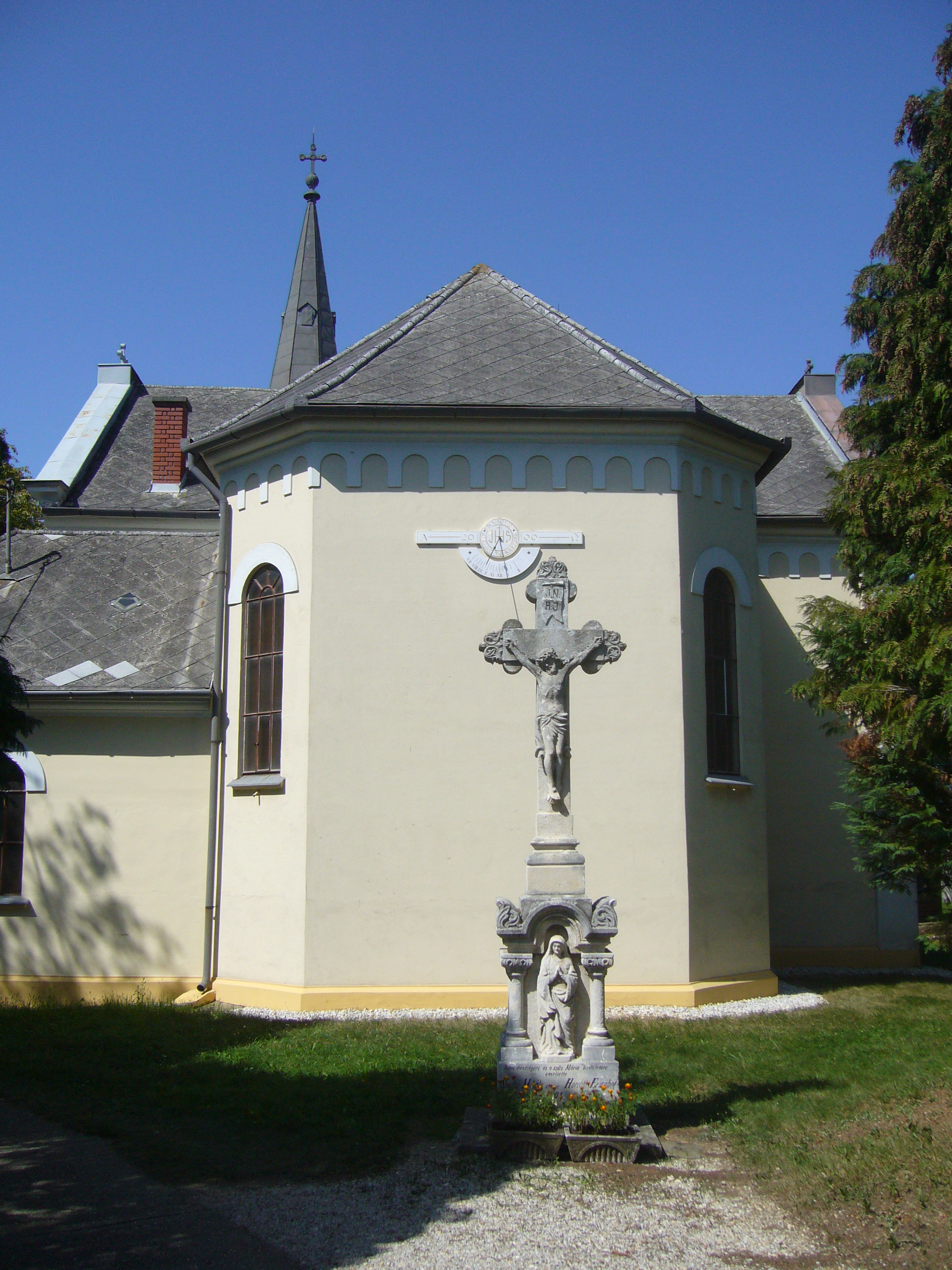
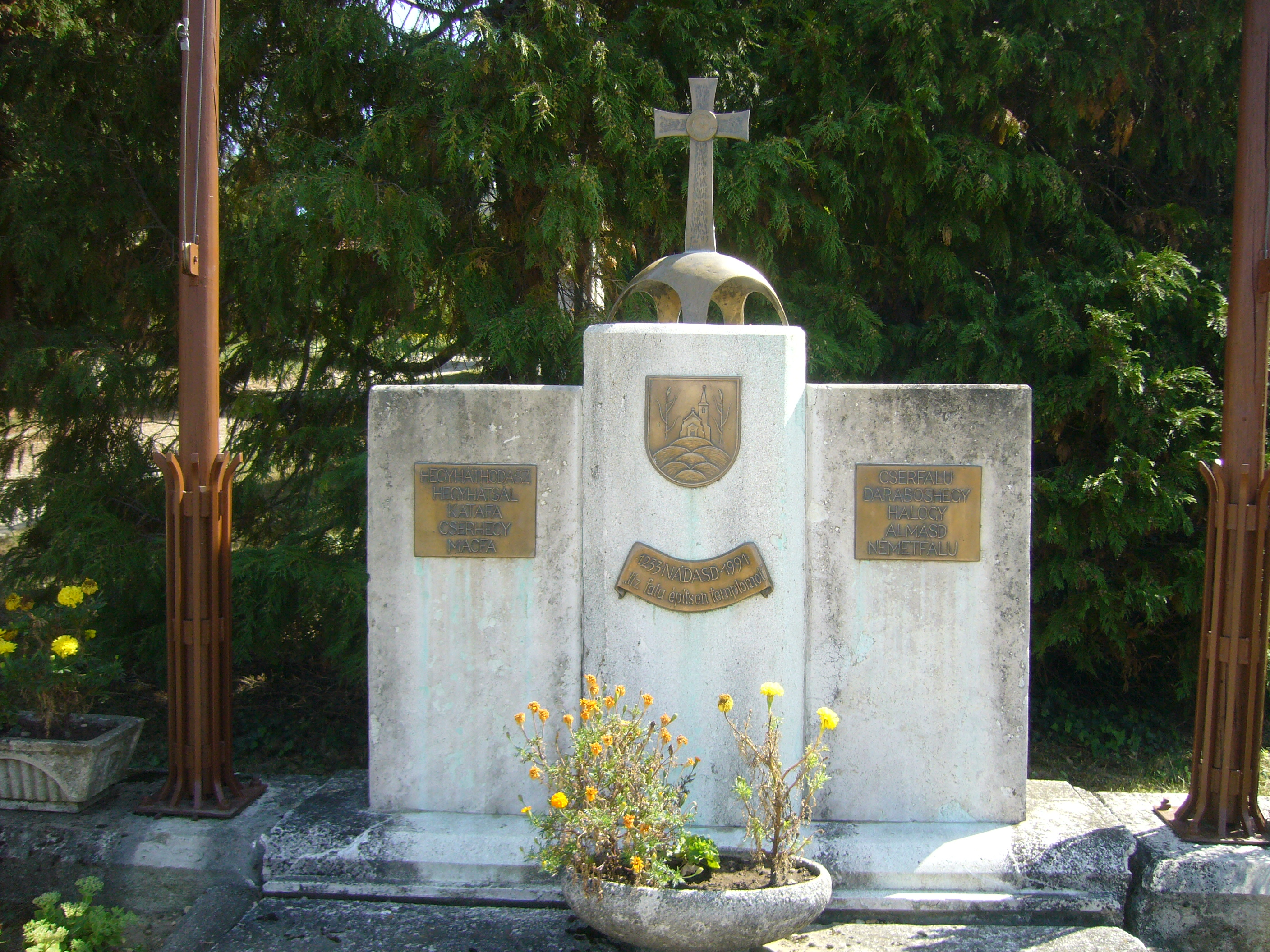

- A Szent Kereszt feltalálása tiszteletére szentelt római katolikus temploma elődje a 11. századi rotunda alapja a templom keleti oldalán található védőépítmény alatt látható. A régi templomot 1737-ben újjáépítették, 1888-ban bontották le. A mai templom Friedriger Frigyes építész tervei szerint 1888-89-ben épült. 1937-ben bővítve átépítették. A régi templomból mára a márvány oltár (mai főoltár alapja), a márvány áldoztató rácsok, a rézbetétes keresztelő medence, a márványkő padozat, és az 1737-es megújításra emlékeztető márvány emlékkő maradt fenn.
- A templomkertben több emlékmű áll. Az északi oldalon a Magyar Millennium emlékkeresztje, a nádasdi plébánia emlékműve 1991-ből, a Honfoglalás emlékműve 1996-ból. Ciprusok övezte parkban az Ezeréves Magyarország és a Szent Korona emlékműve áll. Az 1000 éves magyar tanítás és a nádasdi iskola emlékműve, előtte hat falu emlékfái sorakoznak 1996-ból. Kőkereszt 1895-ből, a templom előtt két oldalt a Hűség keresztje és az Utolsó remény keresztje. A sekrestye mellett, a gesztenyefák alatt az Árpád-kori temető emlékműve és az ossarium. A temetőbe a 11. századtól 1786-ig temetkeztek. A szentély déli falán napóra látható, melyet Jézus Krisztus születésének 2000. évében készítettek. A rotundát és a mellette lévő tornyit gerendavázzal helyreállították.[16]

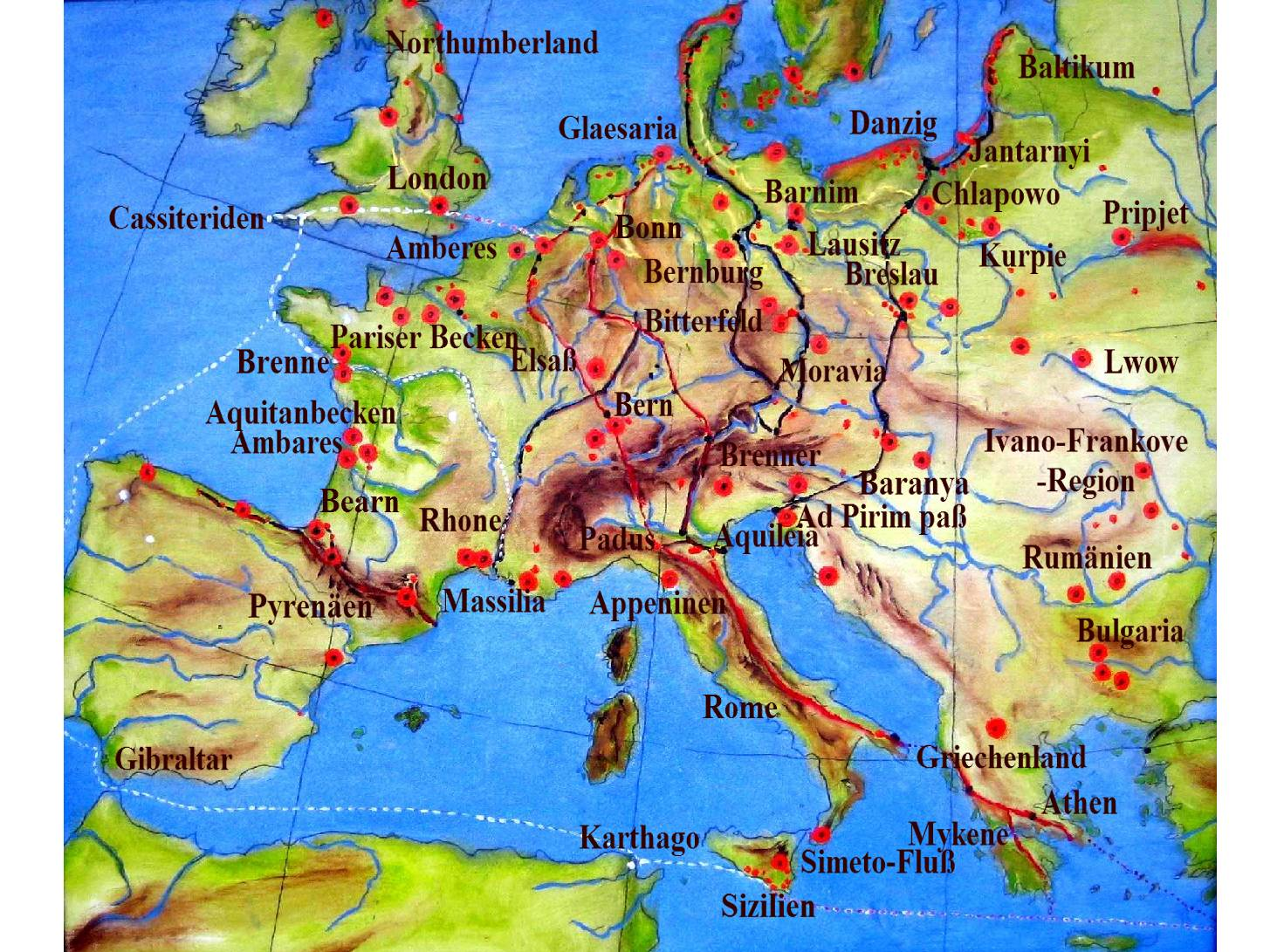
A borostyánút Európában

- Erzsébet királyné tiszteletére állított emlékkő.
- A plébánia épülete 18. századi eredetetű, mai formájában az 1830-as években épült.
- A községnek 2000-ben a régi iskola épületében felavatott helytörténeti múzeuma van.
- Fellelhető a római kori borostyánút egy részlete is, amely Pannóniát és Rómát kötötte össze, Savaria (Szombathely) és Salla (Zalalövő), két fő állomás között. E római út nyomvonala még ma is megtekinthető. Katafán a szomszéd faluban római őrtorony helyét találták meg, mellette korabeli agyagedényeket és pénzt.
- A településen vezet keresztül a Rockenbauer Pál Dél-dunántúli Kéktúra (RPDDK) túraútvonala, amely része az Országos Kékkör (OKK) természetjáró mozgalomnak.